# Louis Michon
Pour les articles homonymes, voir Michon.
Pour les autres membres de la famille, voir famille Michon.
Louis Michon, né le 20 juillet 1892 à Paris 6e et mort le 11 janvier 1973 à Paris 7e, est un chirurgien urologue français.

## Biographie
Fils du juriste Louis Michon, il naît au sein d'une famille installée à Paris depuis plusieurs générations, son ancêtre Louis-Marie Michon y étant l'un des fondateurs de la Société de Chirurgie.
Condisciple lors de sa formation médicale à Paris de Louis Pasteur Vallery-Radot, Georges Duhamel, François de Gaudart d'Allaines  , qui resteront ses amis la vie durant, il est engagé en 1914 dès les premiers jours de la Grande Guerre. Il apprend au front ses premiers gestes de chirurgien et rejoint l'ambulance chirurgicale automobile N°9 qui opère notamment à Verdun . La paix retrouvée, la voie des concours le mène au titre de chirurgien des Hôpitaux de Paris. Il se consacre alors à l'urologie. Chirurgien de l'hôpital Saint-Louis pendant la Seconde Guerre mondiale, il termine sa carrière à la tête du service d'urologie de l'hôpital Necker, où, sous l'impulsion du néphrologue Jean Hamburger, il prend la responsabilité chirurgicale de la première greffe de rein réalisée par Oeconomos et Vaysse assistés de Delinotte et Blondeau sur le jeune Marius Renard dans la nuit de Noël 1952   . Jean Hamburger endossera la paternité de cette « première » médico-chirurgicale  .
Président de l'Académie de Chirurgie  , il le sera aussi du congrès de l'Association française d'urologie  . 
Il sera médecin-chef de l'Hôpital des Peupliers (Croix Rouge Française) à Paris.
Neuf enfants sont issus de son mariage avec Suzanne Thillaye. Veuf, il termine sa vie dans l'oblature bénédictine  .

## Distinctions
- Président de l'Association française d'urologie
- Président de l'Académie de Chirurgie
- Officier de la Légion d'honneur
- Croix de guerre
- Chevalier de l'Ordre de Léopold de Belgique